# Eucereon conspicuum
Eucereon conspicuum là một loài bướm đêm thuộc phân họ Arctiinae, họ Erebidae.